# تاتاروشی
تاتاروشی (به لاتین: Tătăruși) یک سکونتگاه مسکونی در رومانی است که در شهرستان ایاشی واقع شده‌است.

## خصوصیات
تاتاروشی ۶۵٫۴۲ کیلومترمربع مساحت و ۵٬۴۰۹ نفر جمعیت دارد.